# Svetlana Adam
Svetlana Adam –en ruso, Светлана Адам– (1970) es una deportista soviética que compitió en halterofilia. Ganó una medalla de bronce en el Campeonato Europeo de Halterofilia de 1992, en la categoría de 56 kg.

## Palmarés internacional
| Representando a la CEI |                   |                   |           |
| Campeonato Europeo     |                   |                   |           |
| Año                    | Lugar             | Medalla           | Categoría |
| 1992                   | Loures (Portugal) | Medalla de bronce | 56 kg     |